# キッザニア福岡
キッザニア福岡（キッザニアふくおか、Kidzania Fukuoka）は、福岡県福岡市のららぽーと福岡敷地内に2022年7月31日に開業した体験型商業施設である。KCJ GROUP株式会社が運営する。

## 概要
2020年（令和2年）に日本国内3店舗目の開業計画が発表され、出店地が福岡県福岡市に決定。2022年（令和4年）7月31日に開業した。
- 営業日：不定休
- 営業時間：平日は9:00 - 17:00、土日祝及びホリデーシーズンは1部 9:00 - 14:30（5時間30分）、2部 15:30 - 20:00（4時間30分）の入れ替え制
- 仕事体験：3歳 - 15歳（大人（16歳以上）は連れて来た子供の同伴のみが可能で、仕事体験はできない。但し、不定期で開催される「Back to KidZania」及び「大人のキッザニア」はその限りではない。）
- 駐車料金：ららぽーと福岡に準ずる（キッザニア利用分無料サービス有り・店舗利用（店舗お買い上げ・TOHOシネマズ・福岡おもちゃ美術館）等を含むサービス含めて平日11時間、土日祝10時間）。

## パビリオン
パビリオン企業の大半はスポンサー企業も含めキッザニア東京・キッザニア甲子園とほぼ共通している。但し、九州地方を営業基盤としている企業にさし変わっているパビリオン及び福岡にしかないパビリオンもある。

### 相違点
パビリオン名は2022年5月12日にKCJ GROUPから正式発表されたものとする。

#### 東京・甲子園とは異なるパビリオン
- 病院 - 麻生
- 銀行 - auじぶん銀行・ふくおかフィナンシャルグループ（共同出展）
- テレビ局 - 九州朝日放送
- 配電テクニカルセンター - 九州電力送配電
- 観光バス - 西日本鉄道
- ビジネスイノベーションセンター - 野村総合研究所
- 医薬研究所 - 久光製薬
- すし屋 - はま寿司

#### 福岡のみのパビリオン
- 有機EL開発研究センター - 出光興産
- だし屋 - 久原本家グループ本社
- 宇宙訓練センター - KDDI
- 空港警備センター - にしけい
- 専門学校 - 麻生塾
- シミュレーションテクノロジーセンター - 伊藤忠テクノソリューションズ
- マスク工房 - 白鳩
- 空間デザインスタジオ - 乃村工藝社
- 漢方研究所 - 再春館製薬所

#### その他の相違点
- キャッシュカードと電子マネーカードの機能が入っていること。
- 専門学校の学生証により、受け取れるキッゾの量が増えること。